# Waid (Gemeinde Schönbach)
Waid (früher auch Weid) ist eine Streusiedlung in der Marktgemeinde Schönbach im Bezirk Zwettl in Niederösterreich.

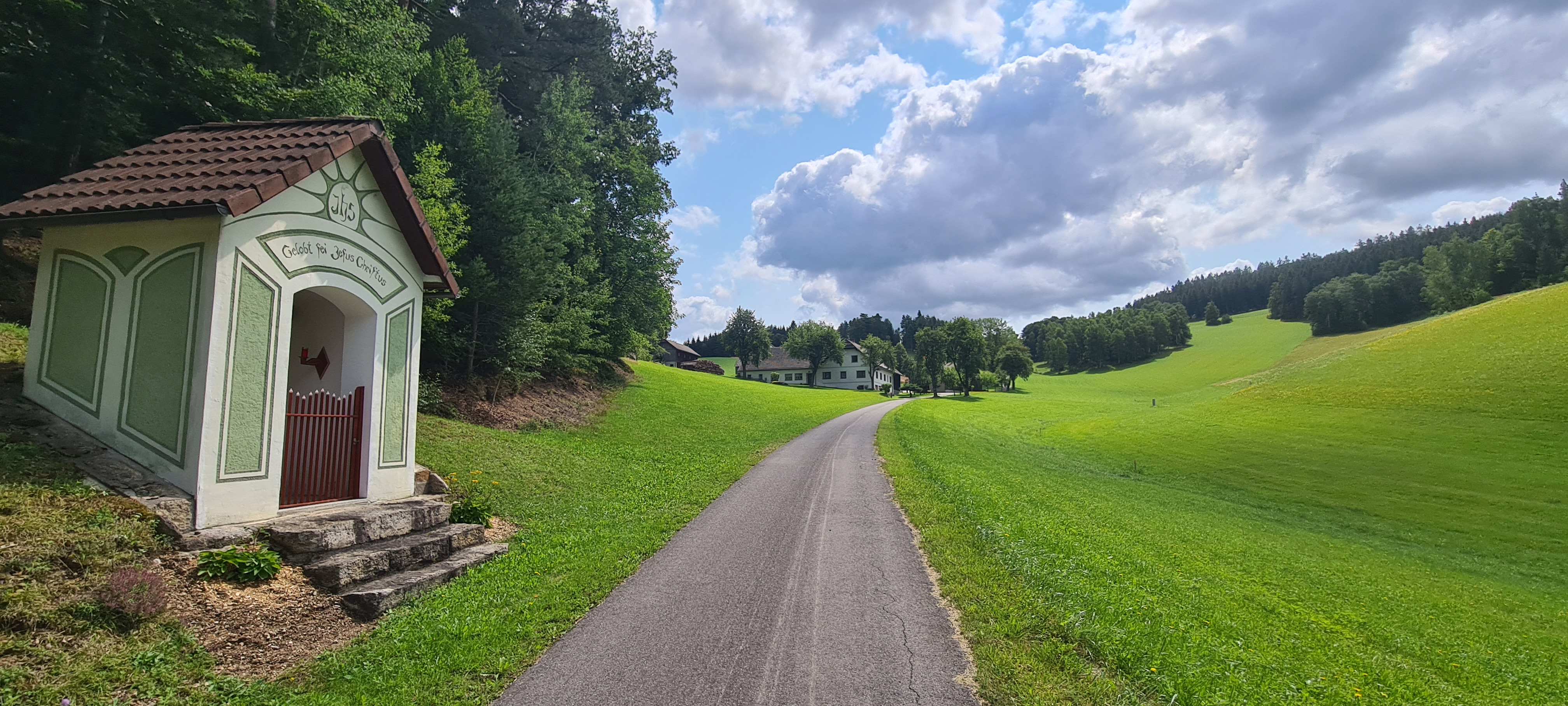
Blick auf den Hof aus nördlicher Richtung

Sie befindet sich östlich von Schönbach und ist nur über einen Güterweg von der Landesstraße L7178 nach Lichtenau erreichbar. 2025 bestand sie aus einer Wohnadresse, dem sogenannten Vogelweidhof.

## Geschichte
Urkundlich wird der Hof 1556 zum ersten Mal schriftlich als Vogelwayt erwähnt, die Ortslage wird im Eintrag der Josephinischen Fassion aus Jahre 1786/87 als Waid mit der Adresse Schönau 5, die der Herrschaft Rappottenstein unterstellt war, genannt.

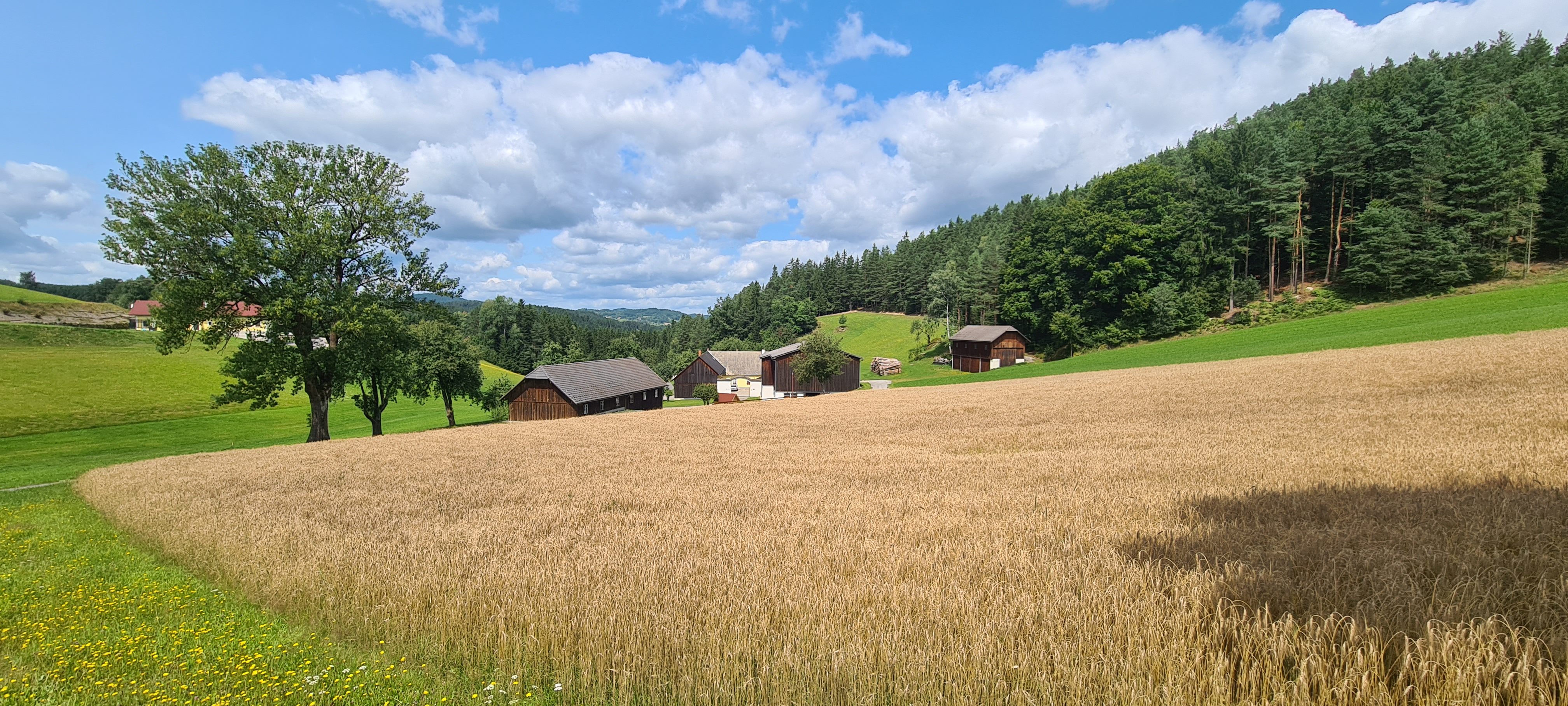
Blick auf den Hof aus südlicher Richtung

In Folge der Theresianischen Reformen wurde der Ort dem Kreis Ober-Manhartsberg unterstellt und nach dem Umbruch 1848 war er bis 1867 dem Amtsbezirk Ottenschlag zugeteilt.
Mit der Aufhebung der Grundherrschaften und Bildung der Ortsgemeinden wurde der Ort 1849 ein Teil der Katastralgemeinde Stein als Teil der Gemeinde Moderberg Amt.
Laut Adressbuch von Österreich waren im Jahr 1938 in Weid ein Landwirt ansässig.
Am 1. Januar 1968 kommen der Hof zusammen mit Zollnhof und Reitzenorth von der Gemeinde Moderberg, Katastralgemeinde Stein zum Gemeindegebiet von Schönbach und wird hier Teil der Katastralgemeinde Schönbach.
Im Zuge der Forschungen zur Herkunft von Walther von der Vogelweide wurde der Ort als eine Möglichkeit in Betracht gezogen, 1993 kam es zur Enthüllung einer Gedenktafel südlich des Hofes.

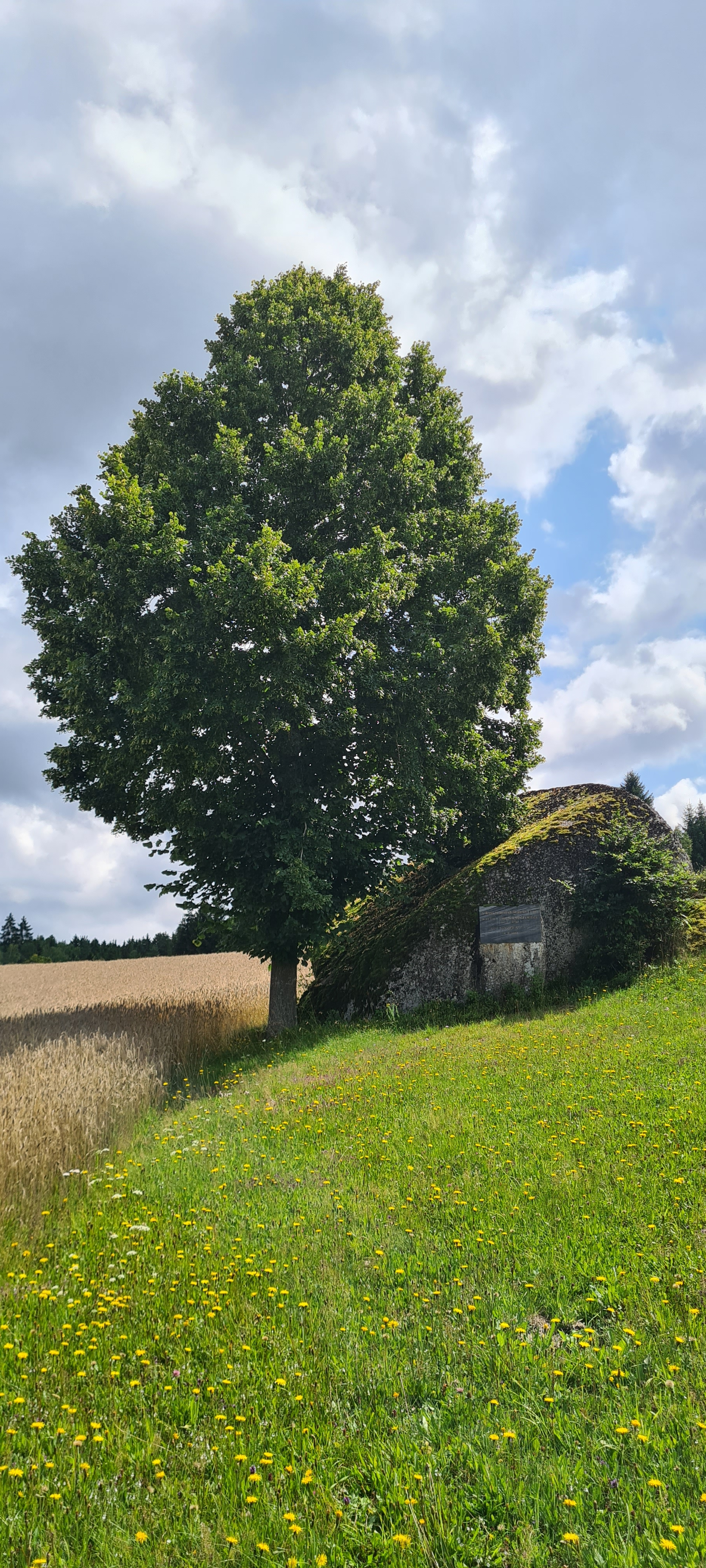
Blick auf die Gedenktafel und Baum

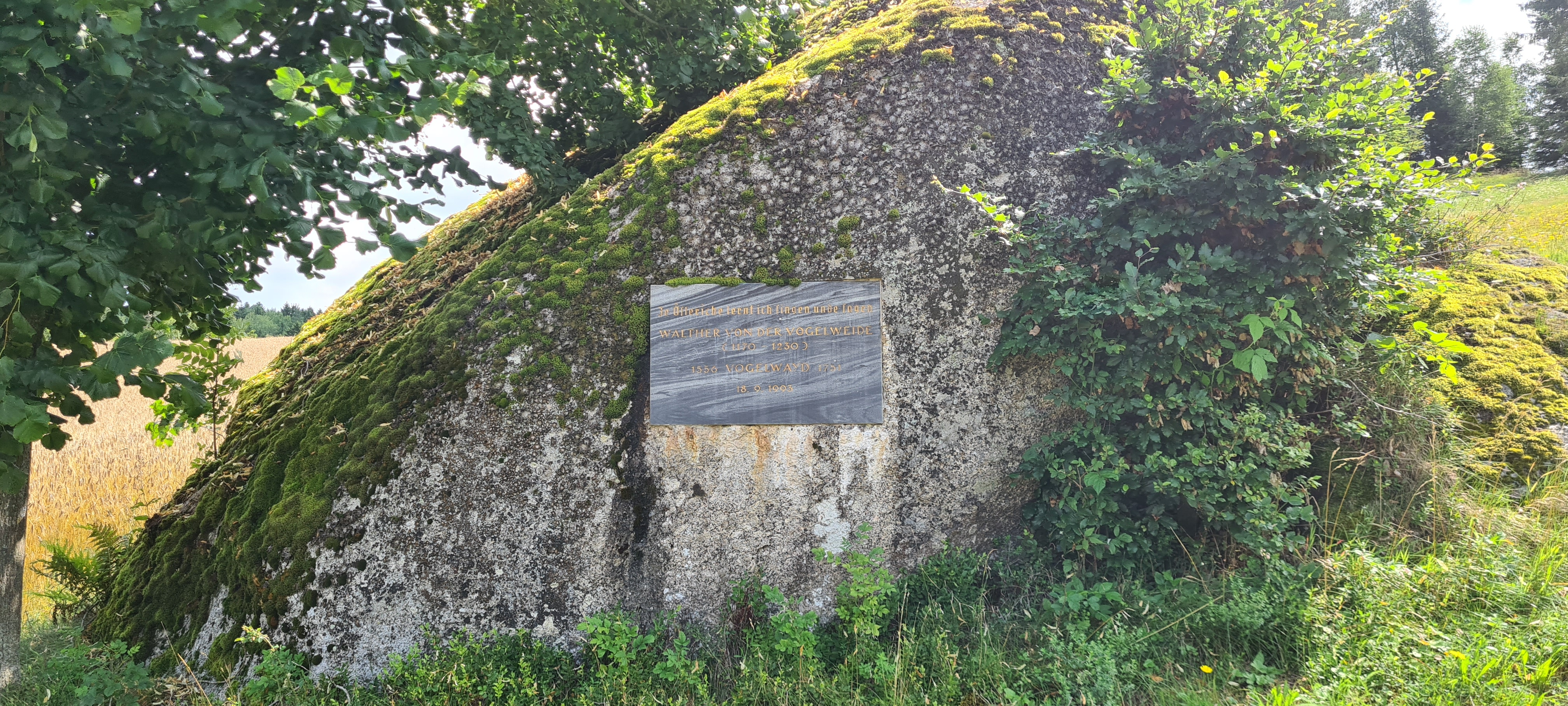
Blick auf die Gedenktafel